# Сеидов, Язгельды
Язгельды Сеидов (10 июня 1932, аул Ата, Серахский район, Туркменская ССР — 24 декабря 2023, Москва) — советский режиссёр, сценарист и актёр. Заслуженный деятель искусств Туркменской ССР (1979).

## Биография
Родился 10 июня 1932 года в ауле Ата Серахского района Туркменской ССР. Был средним из пяти сыновей в семье.
После окончания средней школы в 1951 году поступил на геологический факультет Сельскохозяйственного института ТССР. Параллельно учился в музыкальном училище и был солистом в Туркменском Государственном Театре Оперы и балета.
В 1956 году поступил и в 1970 году окончил режиссёрский факультет ВГИКа, мастерская Л. В. Кулешова и А. С. Хохловой. Диплом защищал уже Лауреатом республиканской Премии им. Махтумкули в области литературы и искусства за полнометражный документальный фильм «Каракумский канал».
Работал на киностудии Туркменфильм им. Алты Карлиева.
Скончался 24 декабря 2023 года в возрасте 91 года в Москве. Похоронен на Ястребковском кладбище.

## Фильмография

### Режиссёр
- 1959 — Твои глаза (киноочерк)
- 1960 — Суд сумасшедших, режиссёр-стажер
- 1961 — Случай в Даш Кала (худ. фильм), второй режиссёр
- 1963 — Трудные дети (худ. фильм), режиссёр дубляжа
- 1963 — Русское чудо (док. фильм), режиссёр дубляжа
- 1964 — Ночной сеанс (худ. фильм)
- 1965 — Решающий шаг (худ. фильм), второй режиссёр
- 1966 — Курорты Туркмении (киноочерк)
- 1966 — Дорогой дружбы (киноочерк)
- 1967 — Ашхабад-Реутово (киноочерк)
- 1968 — Памятники древнего Туркменистана (киноочерк)
- 1969 — Каракум-река (док.фильм)
- 1970 — Туркменистан-70 (киноочерк)
- 1970 — Белые звезды (киноочерк)
- 1971 — Корабль пустыни (киноочерк)
- 1971 — Какое оно море (киноочерк)
- 1971 — Киноискусство Туркменистана (киноочерк)
- 1972 — Дерево дружбы (киноочерк), сорежиссёр
- 1972 — Советский Туркменистан (киноочерк)
- 1972 — Каракумская улица (киноочерк)
- 1972 — Обвинению подлежит (киноочерк)
- 1974 — Я с тобой Земля (киноочерк)
- 1974 — Ашхабадские дети (киноочерк)
- 1975 — Золотой юбилей (док. фильм)
- 1975 — Дни Туркмении в Москве (киноочерк)
- 1976 — Жизнь моя театр (киноочерк)
- 1977 — Кугитангская трагедия (худ. фильм), совместно с Каковом Оразсахатовым
- 1977 — Ягненок (киноочерк)
- 1977 — Новые обычаи новой жизни (киноочерк)
- 1978 — Туркменистан-78 (киноочерк)
- 1978 — Советский Туркменистан сегодня (киноочерк)
- 1978 — Под одним небом (киноочерк)
- 1978 — Я бы в строители пошёл (киноочерк)
- 1979 — У людей одна земля (киноочерк)
- 1980 — Мы живем на границе (киноочерк)
- 1981 — Мужское воспитание (худ.фильм), совместно с Усманом Сапаровым
- 1983 — Институт Пустыни (киноочерк)
- 1985 — Каракумский репортаж (худ. фильм)
- 1988 — Легенда древних гор (худ. фильм)

### Сценарист
- 1966 — Курорты Туркмении (киноочерк)
- 1966 — Дорогой дружбы (киноочерк), соавтор
- 1967 — Ашхабад-Реутово (киноочерк), соавтор
- 1969 — Каракум-река (док.фильм), соавтор
- 1971 — Корабль пустыни (киноочерк), соавтор
- 1971 — Какое оно море (киноочерк), соавтор
- 1971 — Киноискусство Туркменистана (киноочерк), соавтор
- 1977 — Ягненок (киноочерк), соавтор
- 1978 — Туркменистан-78 (киноочерк), соавтор
- 1978 — Под одним небом (киноочерк), соавтор
- 1987 — Долина мести (худ. фильм), в соавторстве с Олегом Манджиевым
- 1988 — Легенда древних гор (худ. фильм), в соавторстве с Владиславом Федосеевым

### Актёр
- 1977 — Кугитангская трагедия (худ. фильм) — Хамза
- 1983 — Бастион (худ. фильм) — Керим-ага
- 1983 — Люди моего аула (худ. фильм) — Эмиров
- 1985 — Каракумский репортаж (худ. фильм)
- 1986 — Право решать (худ. фильм) — председатель комиссии
- 1986 — Тайный посол (худ. фильм)

## Награды и звания

### Награды
За фильм «Мужское воспитание»:
- Золотой приз конкурса фильмов для детей, МКФ в Москве (1983)
- Большой приз города Мангейма, МКФ в Мангейме (Германия) (1983)
- Гран-при, МКФ в Лиссабоне (Португалия) (1983)
- Первый приз, ВКФ (Ленинград) (1983)
- Малая золотая медаль, МКФ детских фильмов в Джифони (Италия) (1983)
- Вторая премия, МКФ детского фильма в Кито (Эквадор) (1983)
- Гран-при, МКФ детских и юношеских фильмов в Томаре (Португалия) (1984)
- Спец.приз жюри, МКФ фильмов для молодёжи в Лаоне (Франция) (1984)

### Звания
- Лауреат Республиканской Государственной премии им. Махтумкули (1970)
- Награждён значком «Отличник кинематографии СССР» (1976)
- Заслуженный деятель искусств Туркменской ССР (1979)
- Лауреат Государственной премии СССР за фильм «Мужское воспитание» (1984)

## Семья
Отец Сейидов Вели. Репрессирован в 1936 году, расстрелян 24 апреля 1938 года с формулировкой «За участие в контрреволюционной организации». Реабилитирован 4 февраля 1958 года Ташаузским областным судом Туркменской ССР.
Мать Сейидова Дурсун (умерла 02.12.1962)
Жена Сейидова Раиса (1937 г. р.)
Сын Мурад (1960 г. р.)
Дочь Майя (1972 г. р.)
Внук Григорий ( 2009 г. р.)